# Nasonov feromon
Nasonov feromon (tudi Nasanov) je feromon, ki ga izločajo čebelje delavke in pripomore pri orientaciji drugih čebeljih delavk pri povratku k panju po paši. Pri izločanju feromona čebela dvigne zadek in razkrije Nasonove žleze, pri tem pa dela hitre zamahe s krili za pospeševanje širjenja feromona po zraku.
Nasonov feromon vsebuje številne različne terpenoide, med drugim geraniol, nerolinsko kislino, citral in geranično kislino, ki so prisotni v enakih razmerjih, tj. 1:1:1:1. Vse navedene substance vsebuje tudi melisa (Melissa officinalis), zato jo čebelarji že dolgo uporabljajo.
Poleg pomoči za orientacijo pri povratku k panju oz. h koloniji čebele izločajo Nesonov feromon tudi na cvetovih, s katerih so nabirale pelod: s tem sporočijo drugim čebelam, kateri cvetovi imajo zares nektar. Sintetični (umetni) Nasonov feromon se pri čebelarstvu uporablja za privabljanja roja čebel, npr. v na novo izdelan čebelnjak.